# Arvid Stålhane
Arvid Stålhane, född 16 september 1879 i Karlsborg, Skaraborgs län, död 10 maj 1953 i Stockholm, var en svensk brukstjänsteman, skriftställare och exlibristecknare.
Han var son till överstelöjtnanten Edvard Hjalmar Eugène Stålhane och Bertha Carolina Schale och från 1910 gift med Ebba Engel Anna Vilhelmina Eriksson Ulfsberg. Efter läroverksstudier genomgick Stålhane Påhlmans handelsinstitut i Stockholm och Filipstads bergskola 1901–1905. Han var föreståndare för Surahammars bruks Stockholmskontor 1907–1913 samt huvudkassör vid bruket i Surahammar 1913–1931. Vid sidan av sitt arbete forskade han i 1700-talets kulturhistoria och räknades som en stor auktoritet när det gällde Bellman och han utgav 1949 boken En Bellmansbok han medverkade även i andra författares böcker med bidrag om Stockholms kulturhistoria under 1700-talet. Han var en av initiativtagarna till bildandet av Bellmanssällskapet 1919. Tillsammans med Sigurd Erixon och Sigurd Wallin uppmärksammade han Märta Helena Reenstiernas dagbok som man utgav i tre delar 1946–1953. Som exlibriskonstnär forskade han även i svenska, finländska och danska exlibris och utgav 1940 en bok om Finska exlibris och tecknade sitt eget och andra personers personliga exlibris. Han medverkade i den Nordiska exlibrisutställningen som visades på Nordiska museet 1948.